# Кумтогай
Кумтогай (каз. Құмтоғай) — село в Иргизском районе Актюбинской области Казахстана. Административный центр Кумтугайского сельского округа. Село расположено на берегу реки Иргиз, на расстоянии примерно 87 км к северо-западу от села Иргиз, административного центра района. Код КАТО — 156839100.

## Население
В 1999 году население села составляло 664 человека (329 мужчин и 335 женщин). По данным переписи 2009 года, в селе проживало 595 человек (295 мужчин и 300 женщин).